# Mieczysław Niedziński
Mieczysław Niedziński, ps. „Men”, „Ren”, „Niemen”, „Morski” (ur. 1917 w Druskienikach, zm. 8 maja 1948) – obrońca z września 1939, uczestnik obrony Lwowa, żołnierz Armii Krajowej, dowódca partyzantki w stopniu podporucznika w Inspektoracie Grodzieńskim i Nowogródzkim, uczestnik operacji Ostra Brama, po której uniknął rozbrojenia przez Sowietów.

## Życiorys
Po zakończeniu II wojny światowej zaangażował się w działalność podziemną na terenie Białoruskiej Socjalistycznej Republiki Radzieckiej. Dzii jego staraniom powstała organizacja zbrojna Obwód nr 10, której został dowódcą.
Zginął 8 maja 1948 w okolicy Grodna (w miejscowości Kulbaki w tamtym czasie 5 km od Grodna w kierunku północno-wschodnim, a dziś na przedmieściu miasta) wraz z kilkunastoma swoimi żołnierzami, w wyniku donosu, otoczony przez sowietów. W październiku 2014 r. w miejscu jego śmierci miejscowi Polacy odsłonili tablicę i krzyż poświęcone pamięci ppor. Mieczysława Niedzińskiego.
Wraz ze śmiercią ppor. Mieczysława Niedzińskiego symbolicznie zamknął się okres zorganizowanego oporu społeczności polskiej Grodzieńszczyzny wobec władzy sowieckiej, choć jeszcze przez co najmniej dwa lata Polacy kontynuowali walkę w tym regionie.